# 吉田聖子
吉田 聖子（よしだ せいこ、1986年3月15日 - ）は、日本の女性声優。マウスプロモーション所属。新潟県出身。

## 経歴
新潟県立三条東高等学校、国際映像メディア専門学校声優科卒業。
中学生の時には既に声優を志していた。高校時代は放送部に所属し、朗読に取り組む。
卒業後は国際映像メディア専門学校に進学し、友人と劇団を立ち上げ舞台活動を行っていたが、その旗揚げ公演作品でシネ・ウインド演劇賞の新人女優賞を受賞したことで上京を決意。
中学生の頃から目指していたマウスプロモーションの養成所に入所し、2008年より同事務所に所属した。
2021年3月15日、声優の本多諒太と結婚したことを双方のTwitterアカウントおよび自身のブログにて報告した。ともにマウスプロモーション所属で、同事務所オリジナルアニメ『マウスどうぶつえん』に出演していることから、キャラクターイラスト担当のチェリより結婚祝いのイラストが贈られている。

## 人物
夫の本多と共に朗読プロジェクト「Tri-Dia」の主宰を務めている。
アニメ、海外ドラマの吹き替え、ゲームなどで活躍している
趣味・特技は歌うこと、ピアノ、剣舞、ボードゲーム。

## 出演
太字はメインキャラクター。

### テレビアニメ
2008年
- 二十面相の娘（観客A）

2009年
- うみねこのなく頃に（ベルフェゴール）
- CANAAN（国家安全保障担当補佐官）
- 神曲奏界ポリフォニカ クリムゾンS（ウコン・タリヴァーナ）
- 戦う司書 The Book of Bantorra（イア＝ミラ）

2010年
- 海月姫（リナ）
- それでも町は廻っている（福沢晶）
- ハートキャッチプリキュア!（佐久間としこ）
- ひめチェン!おとぎちっくアイドル リルぷりっ（妖精B）
- FORTUNE ARTERIAL 赤い約束（女子生徒）

2011年
- 青の祓魔師（主婦）
- お兄ちゃんのことなんかぜんぜん好きじゃないんだからねっ!!（女子）
- NARUTO -ナルト- 疾風伝（2011年 - 2012年、娘、霧のルカ）
- バカとテストと召喚獣にっ!（3年生女子A）
- BLOOD-C（女）
- ブレイド（マンドゥルゴ、婦警、娼婦、ヤティ）
- 魔乳秘剣帖（佳代、草A）
- 魔法少女まどか☆マギカ（上条恭介）
- レベルE（アナウンサー、弟、魔王、側近、ロバート夫人）

2012年
- Another（水野早苗）
- ジョジョの奇妙な冒険（記者）
- DOG DAYS'（アンジュ）
- Fate/Zero 2ndシーズン（子供）

2013年
- AMNESIA（リカ）
- 大人女子のアニメタイム「どこかではないここ」

2014年
- まじっく快斗1412

2015年
- 新妹魔王の契約者（ゼスト） - 2シリーズ

### OVA
- 魔法先生ネギま! もうひとつの世界Extra 魔法少女ユエ♥（2010年、S･デュ･シャ）

### 劇場アニメ
- 空の境界 第四章・第五章（2008年、看護婦B、ニュースキャスター）
- トワノクオン 最終章 永久の久遠（2011年、オペレーター8）
- 劇場版 魔法少女まどか☆マギカ（2012年 - 2013年、上条恭介、バスの車内アナウンス） - 3作品

### Webアニメ
- こぴはん（2011年、OL B、女子生徒A、小学生A）
- 時季は巡る〜TOKYO STATION〜（2014年、美咲[19]）
- 孔雀王 戦国転生（2015年、織田信長）
- マウスどうぶつえん（2016年 - 、ウサギのせいこ）
- Tekken: Bloodline（2022年、ジュリア・チャン[20]）

### ゲーム
1999年
- グランド・セフト・オート2（テリヤキちゃん）

2007年
- Que 〜エンシェントリーフの妖精〜（華絵）
- クッキングママ2（デビット・クララ）

2008年
- ARIA The ORIGINATION 〜蒼い惑星のエルシエロ〜（カフェ店員、観光客、女性）
- ストリートファイターIV（少年、キャサリン）
- タツノコ VS. CAPCOM CROSS GENERATION OF HEROES（コブン）

2009年
- イナズマイレブン2 脅威の侵略者ファイア/ブリザード（その他） - 2作品
- 剣と魔法と学園モノ。2（バハムーン・女）
- ダン←ダム（アスハ・ハイン）
- 罪と罰 宇宙の後継者（カチ / アチ）

2010年
- うみねこのなく頃に 〜魔女と推理の輪舞曲〜（ベルフェゴール）
- 剣と魔法と学園モノ。3（レオノチス、フェルパー・女）
- コープスパーティー ブラッドカバー リピーティッドフィアー（霧崎凍孤、鈴本雪江）

2011年
- AMNESIA（リカ）
- うみねこのなく頃に散 〜真実と幻想の夜想曲〜（ベルフェゴール）
- コープスパーティー Book of Shadows（霧崎凍孤、中嶋夏海）
- 侍道4

2012年
- AMNESIA LATER（リカ）
- L.G.S 〜新説 封神演義〜（黄天祥）
- キミカレ 〜新学期〜（白城麗子）
- ゲームでも、パパのいうことを聞きなさい!（たかし）
- 幻想水滸伝 紡がれし百年の時（マザリカ・ザフィール、ディーリーリ、ペルジド）
- コープスパーティー -THE ANTHOLOGY- サチコの恋愛遊戯♥Hysteric Birthday 2U（霧崎凍孤）
- ストリートファイター X 鉄拳（ジュリア・チャン）
- 探偵 神宮寺三郎 復讐の輪舞（御苑洋子、本木比奈）
- バイオハザード リベレーションズ
- ファイアーエムブレム 覚醒（サイリ、ノワール）
- BLACK WOLVES SAGA - Bloody Nightmare -
- BLACK WOLVES SAGA - Last Hope -

2013年
- AMNESIA CROWD（リカ）
- AMNESIA V Edition（リカ）
- Dragon's Dogma : Dark Arisen（ポーン女性）
- XBLAZE CODE:EMBRYO（アハト）
- 真・女神転生IV

2014年
- AMNESIA LATER×CROWD V Edition（リカ）
- AMNESIA World（リカ）
- 熱血異能部活譚 Trigger Kiss（橘明日香）
- コープスパーティー BLOOD DRIVE（霧崎凍孤）
- ブレイドアンドソウル（ポー・ファラン 他）
- エースコンバットインフィニティ（エッジ）

2015年
- クリミナルガールズ2（ツカサ）

2016年
- クイズRPG 魔法使いと黒猫のウィズ（アーリア・バハムート、アレンティノ、ディルクーザ）
- ザ・キング・オブ・ファイターズ（2016年 - 2021年、レオナ・ハイデルン） - 3作品
- ストリートファイターV（イライザ）

2017年
- BLACK WOLVES SAGA - Weiβ und Schwarz -

2018年
- アズールレーン（飛鷹、隼鷹）
- SNKヒロインズ 〜Tag Team Frenzy〜（レオナ・ハイデルン）
- ファイアーエムブレム ヒーローズ（2018年 - 2025年、ノワール、サイリ）
- メギド72（2018年 - 2023年、ジニマル）
- キングスレイド（ラウディア）

2019年
- エースコンバット7 スカイズ・アンノウン（ナガセ・ケイ）
- Sdorica（ダイアナ・ジュアン・ゴメス）
- CODE VEIN（女主人公ボイス1）

2020年
- ファイナルファンタジーVII リメイク
- シノビマスター 閃乱カグラ NEW LINK（レオナ・ハイデルン）
- 東方LostWord

2021年
- うみねこのなく頃に咲 〜猫箱と夢想の交響曲〜（ベルフェゴール）

2025年
- 魔法少女まどか☆マギカ Magia Exedra（上条恭介）

### ドラマCD
- AMNESIA ドラマCD 〜冥土の国のアムネシア〜（リカ〈店長〉）
- 鬼の陰陽師（炎歌[44]） - クラウドファンディング返礼品
- キリノセカイ（西澤茜、ゼロ）
- 黒薔薇アリス（アンナ）
- 真空融接（女子）
- 停電少女と羽蟲のオーケストラ 〜陽継ノ章〜（茶太郎[45]）
- 東海道HISAME-陽炎- シリーズ（嵯峨野氷雨〈幼少時代〉）
  - 東海道HISAME-陽炎-
  - 東海道HISAME-陽炎- 千子村正編
- DOG DAYS（アンジュ、ナタリー）
- MR.MORNING（小鳥）
- 魔法先生ネギま! もうひとつの世界Extra 魔法少女ユエ♥想い出のひととき（S・デュ・シャ）

### BLCD
- 一円の男（少年時代の上田）
- 犬もあるけば恋をする-シリーズ（女性社員）
  - 犬は夢見て恋をする（院生）
- 言ノ葉ノ世界（仮原眞也（幼児）、ミサキ、女学生、受付）
- 今宵、君に酔う。（元カノ）
- セブンデイズ FRIDAY → SUNDAY（田尻）
- 執事の受難と旦那様の秘密-番外編-（女性客1）
- 地下鉄の犬（大野）
- 小さな恋のメロディ（翼〈幼少〉）
- 僕の知るあなたの話（姐さん）
- みづいろとぴんく、それからだいだい。（大洋の母親）
- メランコリック・メローメロー（川上）
- 夢結び恋結び（谷原千涼）

### 音楽CD
- TVアニメ「うみねこのなく頃に」フェア特典スペシャルレインボーCD（ベルフェゴール）

### 吹き替え

#### 映画
- 危険すぎる情事
- ザ・エンド（エヴァ〈クララ・ラゴ〉）
- ザ・ホスト 美しき侵略者（メラニー / ワンダー〈シアーシャ・ローナン〉）
- シャーペイのファビュラス・アドベンチャー
- ジュリエットからの手紙
- スカイライン -征服-（デニーズ〈クリスタル・リード〉）
- スカイランナー（ヒューバート）
- ステップ・アップ3
- セカンド・チャンス ライバルズ!（マディ〈エミリー・モリス〉）
- そして、私たちは愛に帰る
- 地球が燃えつきる日（ミッシェル）
- ティーン・ビーチ 2（レイラ〈グレイス・フィップス〉）
- ティーン・ビーチ・ムービー（レイラ〈グレイス・フィップス〉）
- ニキータ（エミリー）
- ハウスメイド（ヘラ〈ソウ〉）
- バッド・ティーチャー（チェイス）
- ピラニア リターンズ（マディ〈ダニエル・パナベイカー〉[46]）
- フットルース 夢に向かって
- ホーボー・ウィズ・ショットガン
- 名犬ラッシー

#### ドラマ
- iCarly
- ALCATRAZ/アルカトラズ
- NCIS:LA 〜極秘潜入捜査班（クラウディア・タロ）
- カイルXY（ケイティ）
- キュア 〜禁断の隔離病棟〜（ハンナ〈ミア・ゴス〉）
- グレイズ・アナトミー7（ローレル）
- 刑事トム・ソーン 声なき目撃者（レイチェル）
- 恋のからさわぎ（ドーン）
- CSI:マイアミ7
- DALLAS/スキャンダラス・シティ（レベッカ・サッター〈ジュリー・ゴンザロ〉）
- プライベート・プラクティス4（エリサ）
- プリティ・リトル・ライアーズ（エミリー・フィールズ〈シェイ・ミッチェル〉）
- フロスト警部〜報道の真実〜（ローズマリー）
- ボーンキッカーズ 考古学調査班
- ボディ・オブ・プルーフ 死体の証言（レイシー・フレミング）
- マードック・ミステリー 〜刑事マードックの捜査ファイル〜
- ミディアム5 霊能者アリソン・デュボア
- ミディアム6 霊能者アリソン・デュボア（メリッサ・トルネイ）
- 名探偵ポワロ ハロウィーン・パーティ
- 恋愛兵法
- LAW & ORDER:犯罪心理捜査班（リリー）

#### アニメ
- おさるのジョージ
- リトルモンスター

### テレビ番組
- アニメ星人（チバテレビ） - 第22・23回、ゲスト出演

### ラジオドラマ
- VOMIC
  - 青の祓魔師（母親、魍魎〈コールタール〉）
  - 血界戦線（チェイン・皇[47]）
  - 現代都市妖鬼考 霊媒師いずな 〜the spiritual medium〜（クダ狐、男性妻）
  - コイバナ!〜恋せよ花火〜（丸井港）
  - 死神監察官雷堂（椿の妻）
  - 裸足でバラを踏め（フク、看護師、遊女、メイド、お嬢様 他）

### オーディオブック
- キャバクラの教科書 Silver（2008年）
- 池袋ウエストゲートパーク
  - 3 骨音―（2011年）
  - 7 Gボーイズ冬戦争（2014年、水谷祐樹）
  - 8 非正規レジスタンス（2015年、大貫一志）
  - 9 ドラゴン・ティアーズ（2015年、郭順貴）
- 椿山課長の七日間（2017年、根岸雄太）
- 恋歌（2018年、登世）
- 「神様アンテナ」を磨く方法（2018年、朗読）

### その他コンテンツ
- 手塚治虫モーションマガジン「ブラック・ジャック」（少年）